# Вівчарик гайнанський
Вівча́рик гайнанський (Phylloscopus hainanus) — вид горобцеподібних птахів родини вівчарикових (Phylloscopidae). Ендемік Китаю.

## Опис
Довжина птаха становить 10-11 см. Верхня частина тіла зелена, надхвістя світліше. Скроні. горло і нижня частина тіла жовті. Нижня покривні пера крил жовтувато-білі. Над очима яскраво-жовті "брови", на тімені світло-жовта смуга, окаймлена з боків яскраво-зеленими смугами. через очі ідуть зелені смуги. Дзьоб зверху темний, знизу світлий.

## Поширення і екологія
Гайнанські вівчарики є ендеміками острова Хайнань. Вони  живуть у вологих гірських і рівнинних тропічних лісах. Зустрічаються на висоті від 640 до 1500 м над рівнем моря. Живляться комахами. 

## Збереження
МСОП класифікує цей вид як вразливий. За оцінками дослідників, популяція гайнанських вівчариків становить від 2500 до 10000 птахів. Їм загрожує знищення природного середовища.